# Mariano Álvarez de Castro
Mariano Álvarez de Castro, né le 8 septembre 1749 à Grenade et mort le 22 janvier 1810 à Figueres, était un général espagnol, gouverneur militaire durant le siège de Gérone pendant la guerre d'indépendance espagnole.

## Biographie
Il entre dans l'armée en 1768 (âgé 19), et étudie à l'académie militaire de Barcelone, recevant son diplôme en 1775. Il régulièrement promu, il entre dans l'action au siège de Gibraltar en 1783. En 1793 il est nommé colonel d'infanterie.
Pendant la guerre des Pyrénées (1793-1795) contre la France il participe à plusieurs actions, Castro est blessé, au siège de Collioure (en) et passe 75 jours sous le feu. En conséquence il est promu brigadier (grade entre le colonel et général de brigade).
À l'accession de Joseph Bonaparte au trône d'Espagne en 1808, il est commandant du château de Montjuich à Barcelone. Le 29 février les troupes françaises arrivent pour prendre possession de la forteresse. Castro se prépare à la défendre quand il a reçoit des ordres de son commandant en chef pour remettre la ville aux Français. Il quitte alors Barcelone et se joint aux rebelles espagnols. Le gouvernement espagnol de Cadix le nomme commandant de l'armée de Catalogne et gouverneur de Gérone.
Le 6 mai 1809 l'armée française, forte de 18 000 hommes commandés par Laurent de Gouvion-Saint-Cyr fait le siège de Gérone. Castro n'a que 5 600 hommes à sa disposition. Les Français installent 40 batteries d'artillerie qui au cours des sept mois suivants font pleuvoir environ 20 000 obus et 60 000 boulets sur la ville. En août, les Français prennent le château, principal point défensif. Castro fait alors construire des barricades et creuser des fossés à l'intérieur même de la ville. La bataille fait rage pendant encore quatre mois quand le général, épuisé et malade, remet son commandement à son subalterne Juan Bolivar. Deux jours plus tard, le 12 décembre, la ville capitule.
On estime qu'environ 10 000 personnes, soldats et civils, sont mortes entre ses murs. Les pertes françaises sont d'environ 15 000 hommes, dont la moitié a succombé à la maladie.
Malgré son piteux état de santé, Castro est emprisonné à Perpignan. Le 9 janvier 1810 il est transporté au château de San Fernando à Figueres, où il trouve la mort le 22 janvier, emporté par la fièvre selon les Français, empoisonné selon les Espagnols. Il est inhumé au cimetière, enveloppé seulement dans une toile.

## Postérité
En avril 1810, à titre posthume il est promu maréchal et en mai il est fait commandant du 1er bataillon du régiment de la garde royale espagnole. En 1815 une plaque de marbre noir est placée sur la tombe déclarant que Castro est mort empoisonné, « victime de l'iniquité du tyran français ». En décembre 1823 les troupes françaises, envahissent l'Espagne afin de sauver le trône chancelant de Ferdinand VII. Lorsqu'elles traversent Figueres, le maréchal Moncey, vétéran de la guerre d'Espagne, fait détruire la plaque.

## Sources
- (en) Cet article est partiellement ou en totalité issu de l’article de Wikipédia en anglais intitulé « Mariano Álvarez de Castro » (voir la liste des auteurs) dans sa version du 26 septembre 2007.